# Colaspidema atrum
Colaspidema atrum — вид жуков из подсемейства хризомелин семейства листоедов.

## Распространение
Встречается во Франции, на Пиренейском полуострове, в Марокко и Алжире.